# Мінґбулацький район
Мінґбулацький район (колишній Задар'їнський район; узб. Мингбулоқ тумани, Mingbuloq tumani) — район у Наманганській області Узбекистану. Розташований на півдні області. Утворений 16 квітня 1952 року. Центр — міське селище Джумашуй.